# Nacionalno prvenstvo ZDA 1945
Nacionalno prvenstvo ZDA 1945 v tenisu.

## Moški posamično
Frank Parker :  William Talbert  14-12 6-1 6-2

## Ženske posamično
Sarah Palfrey Cooke :  Pauline Betz Addie  3-6, 8-6, 6-4

## Moške dvojice
Gardnar Mulloy /  Bill Talbert :  Bob Falkenburg /  Jack Tuero 12–10, 8–10, 12–10, 6–2

## Ženske dvojice
Louise Brough /  Margaret Osborne :  Pauline Betz /  Doris Hart 6–3, 6–3

## Mešane dvojice
Margaret Osborne /   Bill Talbert :  Doris Hart /  Bob Falkenberg 6–4, 6–4